# Diga di Karaçomak
La diga di Karaçomak è una diga della Turchia. Si trova nella provincia di Kastamonu.